# Harold Laski
Harold Joseph Laski, född 30 juni 1893 i Manchester, död 24 mars 1950 i London, var en brittisk statsvetare och politiker (Labour).

## Biografi
Laski var professor vid Londons universitet från 1926. Sedan 1922 tillhörde han styrelsen för Fabian Society. Han tillhörde vänsterfalangen inom den brittiska arbetarrörelsen. Han blev ordförande för Fabian Society och för Labour 1945-1946.